# لی کانگ-شنگ
لی کانگ-شنگ (انگلیسی: Lee Kang-sheng؛ زادهٔ ۲۱ اکتبر ۱۹۶۸) هنرپیشه، کارگردان فیلم و فیلم‌نامه‌نویس اهل تایوان است.
از فیلم‌هایی در آن نقش داشته می‌توان به زنده‌باد عشق، صورت، آنجا ساعت چند است؟، رود، ابر سرکش و سگ‌های ولگرد اشاره کرد.